# Barnard College
Barnard College is een particulier liberal arts college voor vrouwen in de Amerikaanse stad New York. Barnard College is lid van de Seven Sisters, een vereniging van zeven vooraanstaande liberal arts colleges voor vrouwen.
In 1889 opgericht door Annie Nathan Meyer vernoemde zij Barnard College naar de tiende president van de Columbia-universiteit in Manhattan, Frederick Barnard. Barnard College is wereldwijd een van de oudste university colleges voor vrouwen. De oprichting ervan was een reactie op de weigering van de Columbia-universiteit om vrouwen toe te laten tot hun instelling. Sinds 1900 is Barnard verbonden aan Columbia, maar blijft daar juridisch en financieel van gescheiden. Barnard-studenten delen clubs, sportteams, academische gebouwen en meer met Columbia. Afgestudeerden ontvangen een diploma van Columbia, ondertekend door de voorzitters van beide instellingen.
Barnard College verleent de Bachelor of Arts-graad op ongeveer 50 studiegebieden. Studenten kunnen ook onderdelen van hun opleiding volgen aan de Columbia-universiteit, alsook aan de eveneens te New York gevestigde Juilliard School en the Jewish Theological Seminary of America (JTS).

## Beroemde medewerkers, studenten en docenten
- Harriet Brooks, Canadees fysicus